# جامعة بحري
جامعة بحري هي جامعة سودانية أنشئت بهدف معالجة أوضاع الطلاب السودانيين الشماليين الذين كانوا يدرسون بجامعات جنوب السودان قبل انفصالها عن السودان، كما تهدف الجامعة إلى سد الفجوة في فرص التعليم العالي الذي نتجت عن انتقال جامعات الجنوب إلى مقارها بدولة جنوب السودان.

## كليات الجامعة
تتكون الجامعة من سبع عشرة كلية وهي:-
1. كلية الطب.
2. كلية التمريض.
3. كلية الصحة العامة. وتشمل:
  1. التثقيف الصحي.
  2. صحة وسلامة الغذاء.
  3. صحة البيئة.
  4. الوبائيات.
4. كلية الطب البيطري.
5. كلية الإنتاج الحيواني.
6. كلية الموارد الطبيعية والدراسات البيئية.
7. كلية الزراعة. وتشمل:
  1. وقاية المحاصيل.
  2. الميكنة الزراعية.
  3. تكنولوجيا الأغذية.
  4. الاقتصاد الزراعي.
  5. علوم التربة والإرشاد الزراعي.
8. كلية العلوم التطبيقية والصناعية. وتشمل:
  1. الفيزياء والإلكترونات والأرصاد.
  2. الكيمياء والكيمياء الصناعية.
  3. الكيمياء الحيوية والأحياء الدقيقة والتقنية الحيوية.
  4. الصناعات (تكنولوجيا المواد، الجلود، الأغذية، الورق، النسيج).
9. كلية الهندسة والعمارة. وتشمل:
  1. الهندسة المدنية.
  2. الهندسة الميكانيكية.
  3. الهندسة الكهربائية.
  4. الهندسة الزراعية.
  5. العمارة.
10. كلية علوم الحاسوب وتقنية المعلومات والرياضيات. وتشمل:
  1. علوم الحاسوب.
  2. تقنية المعلومات.
  3. الرياضيات.
  4. الإحصاء.
11. كلية التربية.
12. كلية الدراسات الاقتصادية والاجتماعية. وتشمل:
  1. الاقتصاد.
  2. العلوم السياسية.
  3. الاجتماع.
13. مدرسة العلوم الإدارية. وتشمل:
  1. المحاسبة.
  2. الإدارة العامة.
  3. إدارة الأعمال.
14. القانون.
15. كلية الآداب والعلوم الإنسانية.
  1. الجغرافيا.
  2. التاريخ.
  3. اللغة العربية.
  4. اللغة الإنكليزية.
  5. اللغة الفرنسية.
  6. اللغة الروسية
  7. الآثار.
  8. الدراسات الدينية.
  9. علم النفس.
  10. الإعلام
16. كلية دراسات المجتمع والتنمية الريفية وتشمل:
  1. الاتصال التنموي.
  2. التنمية الريفية.
  3. الخدمة الاجتماعية.
  4. علوم المكتبات والمعلومات.
17. كلية جيولوجيا البترول والمعادن. وتشمل:
  1. جيولوجيا البترول.
  2. جيولوجيا المياه الجوفية.
  3. الثروات المعدنية.

## أحداث العنف بالجامعة
في ديسمبر 2014 أعلن مدير جامعة بحري عن إغلاق الجامعة لأجل غير مسمى بسبب أحداث العنف التي حدثت بالجامعة، حيث تم منع عدد من الطلاب من دخول الجامعة بسبب عدم حملهم بطاقة جامعية مما أدى إلى اشتباكات عنيفة مع حرس الجامعة وآل ذلك إلى إصابة 40 طالباً ونشوب حرائق في القاعات الدراسية ومكاتب إدارة الجامعة والسيارات. 

أيضاً شهدت الجامعة حالة من التوترات بعد أن أقدمت الإدارة على فصل 33 طالب من إقليم دارفور، بسبب اعتصامهم من أجل المطالبة بإعفائهم من الرسوم الجامعية، استنادًا إلى الحق الذي أقرته وثيقة الدوحة لسلام دارفور الموقعة بين الحكومة السودانية وبين بعض الحركات الدارفورية.